# Asociación Nacional de Innovadores y Racionalizadores
La Asociación Nacional de Innovadores y Racionalizadores, cuyas siglas son ANIR, es un movimiento creado en Cuba en 1981 en la Universidad de La Habana. Inicialmente era una asociación de pocas dimensiones, pues las facultades de esta institución eran las protagonistas fundamentales, para posteriormente extenderse a todo el territorio nacional cubano.
La asociación concentra a trabajadores y jóvenes que ante un determinado problema de cualquier tipo logren una solución novedosa. Entre sus objetivos fundamentales se encuentran: robustecer el sistema económico, lograr la eficiencia, la calidad de la producción y los servicios, la  enseñanza y la defensa del país.
A través de ésta se ha introducido la ciencia y la técnica en aquellos centros de trabajo que por sus características se alejan un poco de ambas, posibilitando que se desarrolle la capacidad científica de los mismos.
La organización participa en varios sectores, tales como el del comercio, el químico, el energético, el tabacalero, el minero, el azucarero, la salud, la administración pública y la educación.
- Datos: Q5708879